# Игнасио Сада Мадеро
Игнасио Сада Мадеро (шп. Ignacio Sada Madero) мексички је телевизијски продуцент продукцијске куће Телевиса.

## Као извршни продуцент
| Година:      | Српски наслов: | Оригинални наслов: | Главне улоге:                     |
| ------------ | -------------- | ------------------ | --------------------------------- |
| 2017 — 2018. | /              |                    | Клаудија Мартин и Освалдо де Леон |
| 2017.        | /              |                    | Рената Нотни и Пабло Лајле        |
| 2015 — 2016. | /              |                    | Клаудија Алварез и Хосе Рон       |
| 2013 — 2014. | /              |                    | Сусана Гонзалез и Гај Екер        |
| 2012         | /              |                    | Зурија Вега и Габријел Сото       |
| 2007.        | /              |                    | Адријана Фонсека и Габријел Сото  |
| 2001.        | /              |                    | Габи Спаник и Артуро Пениче       |
| 2001.        | /              |                    | Адријана Фонсека и Рене Стриклер  |

## Помоћни продуцент
| Година: | Оригинални наслов: |
| ------- | ------------------ |
| 1999.   |                    |

## Шеф продукције
| Година:      | Оригинални наслов: |
| ------------ | ------------------ |
| 1989 — 1990. |Simplemente María (други део)        |
| 1989 — 1990. |                    |
| 1987 — 1988. | Rosa salvaje       |